# یکشنبه خونین (فیلم)
یکشنبه خونین (انگلیسی: Bloody Sunday) فیلمی در ژانر مستند درام به کارگردانی پل گرینگرس است که در سال ۲۰۰۲ منتشر شد. از بازیگران آن می‌توان به جیمز نسبیت، ماری جیلاین، و دیوید کلیتون راجرز اشاره کرد. این فیلم درباره رویداد یکشنبه خونین شهر باگساید ایرلند شمالی ساخته شده‌است.